# David Wagner (író)
David Wagner (Andernach, 1971. április 17. –) német író. Művei között találhatunk regényeket, elbeszéléseket, verseket, tárcákat, valamint olyan prózai formákat, melyek nem sorolhatók be egyértelműen egyik csoportba sem. Számos irodalmi díjban részesült.

## Élete
David Wagner a Rajna-vidéken nőtt fel. Általános és összehasonlító irodalomtudományt, valamint művészettörténetet tanult Bonnban, Párizsban és Berlinben. Hosszabb ideig tartózkodott Rómában, Barcelonában és Mexikóvárosban.
A 2000-ben megjelent Meine nachtblaue Hose (Éjszínkék nadrágom) című regényével vált ismertté, melyben egy gyermekkort ábrázol Rajna-vidéken a 20. század hetvenes és nyolcvanas éveiben. Ezt követte 2002-ben a Was alles fehlt című novelláskötet, valamint egy verseskötet és számos elbeszélés, mely a Schöner Lesen sorozatban jelent meg a SuKuLTuR kiadó gondozásában. 1999–2001 között Wagner tárcákat írt a Frankfurter Allgemeine Zeitung Berliner Seiten című általában hatoldalas mellékleteibe, 2002–2003-ban a Die Zeit rovatvezetője volt.
2009-ben jelent meg Vier Äpfel (Négy alma) című regénye, amely felkerült a Német Könyvdíj ún. „hosszú listájára”. Wagner autoimmun hepatitisben szenved, amely miatt májátültetésre volt szüksége. Ennek tapasztalatát dolgozta fel az Élet (Leben) című kötetében, amely 277 számozott miniatúrát tartalmaz, és amely 2013-ban elnyerte a Lipcsei Könyvvásár díját. A kötet magyarul Balla Judit fordításában jelent meg 2014-ben.
A németországi PEN-Központ tagja. Jelenleg mint szabadúszó író Berlinben él.

## Művei
- Meine nachtblaue Hose. (Regény.) Berlin, Alexander Fest Verlag, 2000
- In Berlin. (Tárcák.) Berlin, Nicolai Verlag, 2001
- Was alles fehlt – zwölf Geschichten. München, Piper, 2002
- Weiße Nacht. (Elbeszélés.) Berlin, Sukultur, 2004. („Schöner Lesen“ sorozat, 24.)
- Der Kunstschütze galt als einer der wenigen Artisten. (Versek.) Berlin, Sukultur, 2005. („Schöner Lesen“, 37.)
- Endivien. Berlin, Sukultur, 2007. („Schöner Lesen“, 62.)
- Ich bin der Mann. Sie ist die Frau. Berlin, Sukultur, 2007. („Schöner Lesen“, 70.)
- Helden. Berlin, Sukultur, 2008. („Schöner Lesen“, 79.)
- Spricht das Kind. Graz/Wien, Droschl Verlag, 2009
- Für neue Leben. Berlin, Sukultur, 2009. („Schöner Lesen“, 85.)
- Vier Äpfel. (Regény.) Reinbek bei Hamburg, Rowohlt, 2009
- Welche Farbe hat Berlin. Berlin, Verbrecher Verlag, 2011. ISBN 978-3-940426-96-3
- Als die Kinder schliefen. Berlin, Sukultur, 2011. („Schöner Lesen“, 108.)
- Leben. (Regény.) Reinbek bei Hamburg, Rowohlt, 2013. ISBN 978-3-498-07371-8 – Magyarul: Élet. Győr, Tarandus, 2014. ISBN 978-615-5261-55-8 (Ford. Balla Judit)
- Mauer Park. Berlin, Verbrecher Verlag, 2013. ISBN 978-3-943167-41-2
- Drüben und drüben. Zwei deutsche Kindheiten, Jochen Schmidt-tel együtt.[3] Reinbek bei Hamburg, Rowohlt, 2014. ISBN 978-3-498-06055-8 – Magyarul: Odaát és odaát. Két német gyerekkor. Budapest, Noran Libro, 2016. ISBN 978-615-55-1374-9 (Ford. Szijj Ferenc)[4]
- Sich verlieben hilft. Über Bücher und Serien. Berlin, Verbrecher Verlag, 2016. ISBN 978-3957321572
- Ein Zimmer im Hotel. (Regény.) Reinbek bei Hamburg, Rowohlt, 2016. ISBN 978-3498073732
- Romania. (Regény.) Berlin, Verbrecher Verlag, 2018. ISBN 978-3957323064
- Der vergessliche Riese. (Regény.) Hamburg,  Rowohlt, 2019. ISBN 978-3-498-07385-5

## Magyarul
- Élet; ford. Balla Judit; Tarandus, Győr, 2014
- David Wagner–Jochen Schmidt: Odaát és odaát. Két német gyerekkor; ford. Szijj Ferenc; Noran Libro, Bp., 2016 (Új k-európai történetek)

## Díjak és elismerések
- 1998 Alfred-Döblin-Stipendium
- 1999 Walter-Serner-Preis
- 2000 Dedalus-Preis für Neue Literatur
- 2001 Georg-K.-Glaser-Preis
- 2001 Kolik-Literaturpreis
- 2005 Martha-Saalfeld-Förderpreis
- 2013 Lipcsei Könyvvásár Díja
- 2014 Kranichsteiner Literaturpreis[1]
- 2014 21st Century Best Foreign Novel of the Year 2014 (A 21. század legjobb idegen nyelvű regényei 2014-ben. Kínai irodalmi díj.)[5][6]

## Fordítás
- Ez a szócikk részben vagy egészben  a   David Wagner (Schriftsteller) című német Wikipédia-szócikk ezen változatának fordításán alapul.  Az eredeti cikk szerkesztőit annak laptörténete sorolja fel. Ez a jelzés csupán a megfogalmazás eredetét és a szerzői jogokat jelzi, nem szolgál a cikkben szereplő információk forrásmegjelöléseként.